# NGC 4285
NGC 4285 é uma galáxia espiral (Sa) localizada na direcção da constelação de Virgo. Possui uma declinação de -11° 38' 32" e uma ascensão recta de 12 horas, 20 minutos e 39,8 segundos.
A galáxia NGC 4285 foi descoberta em 6 de Maio de 1886 por Lewis A. Swift.